# حولا
حولا هي إحدى القرى اللبنانية من قرى قضاء مرجعيون في محافظة النبطية، تقع جنوب نهر الليطاني بمحاذاة الحدود الجنوبية للبنان وترتفع حوالي 900 مترا عن سطح البحر. وتسمى "بوابة التحرير" لكونها اول قرية جنوبية تحررت من الاحتلال عام ٢٠٠٠.

## حولا خلال حرب ال 1948
خلال الحرب العربية الإسرائيلية عام 1948 في تشرين الأول جرت أول مجزرة إسرائيلية في لبنان وذلك عندما دخل عناصر من الجيش الإسرائيلي باللباس العربي، فاعتقد السكان حينذاك أنهم المقاومين فتجمعوا لتحيتهم، لكنهم كانوا مخطئين، عندها قام المتسللون بإعدام ما يزيد عن 80 مواطن من القرية.

## في التاريخ

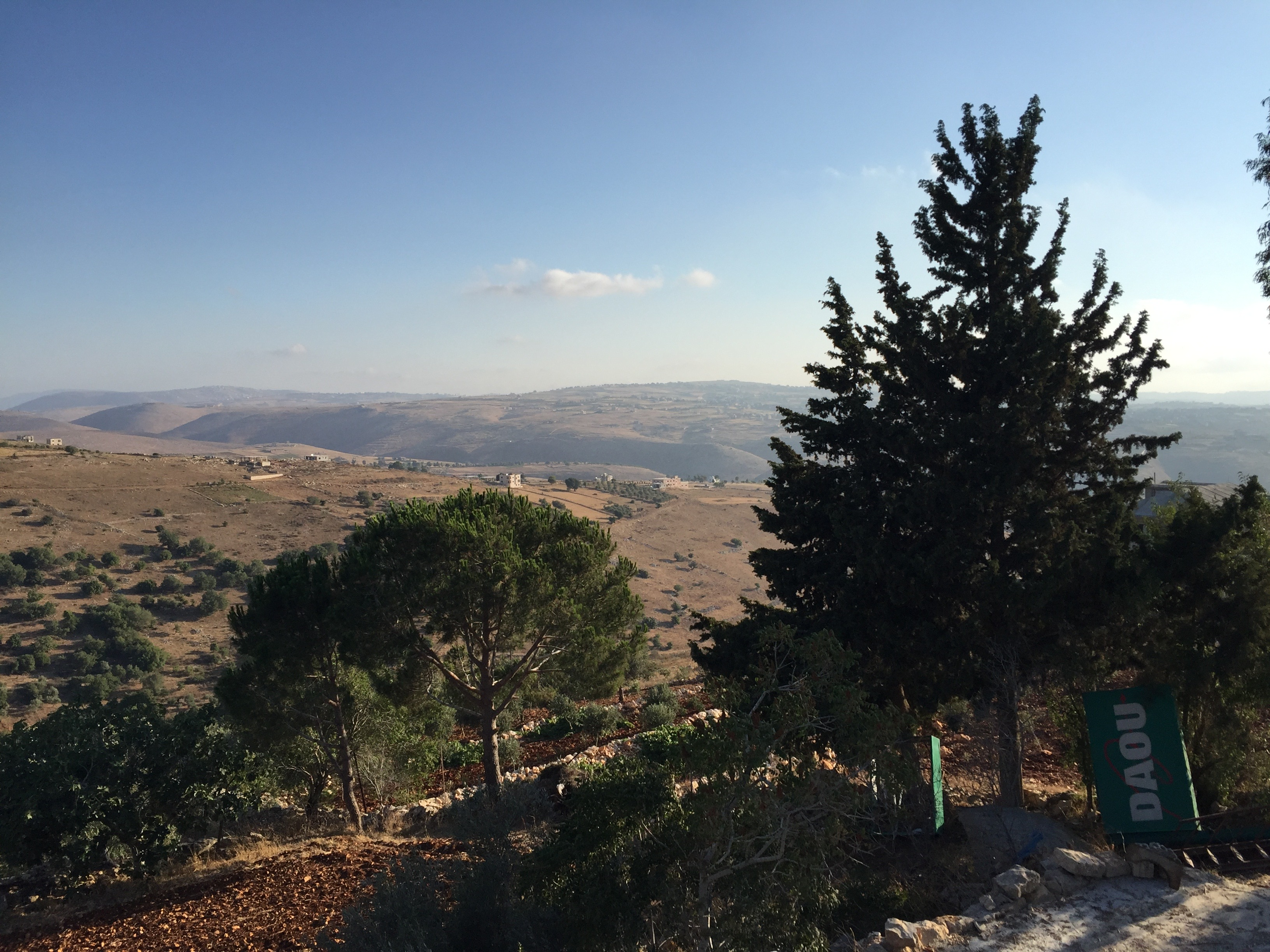
حولا مدينة في لبنان

عرفت قرية حولا سابقاً باسم «أطرا» وهو اسم غير واضح معناه أو أصله، لكن فيما بعد أخذت اسمها الحالي ويقال أن البلدة كانت أصلاً على تلة الطيري (تلة خراب جنوبي البلدة) ولكن بعد أن حدث زلزال قوي نقلت البلدة إلى الموقع الذي يعرف بعريض النمل وقد سمي بهذا الاسم بعد أن هاجم البلدة أعداد هائلة من النمل الذي يعرف بالنمل الفارسي والذي فتك بالمحاصيل وقد ارتأى الأهالي تحويلها إلى مكانها الحالي حيث أصبحت تعرف بقرية حولا، وهذا الرأي راجح على غيره[بحاجة لمصدر] كون آثارهم واضحة في ذلك المكان من المسجد إلى الآبار إلى الجبانة والعديد من الحجار المربعة الكبيرة التي كانت يومها أركان منازلهم وقد قام أهالي البلدة بنقل الحجارة من تلة الطيري على الجمال والحمير لبناء منازلهم الجديدة. وابان الاحتلال الإسرائيلي قام خبراء الآثار الصهاينة بنقل عدة آثار من القرية أوّلها الشواهد التي كانت حول الشجرة التي تعرف بشجرة الحجة والتي تقول الرواية الشعبية أنّها الشجرة التي جلس تحتها نبيّ الله أيوب عليه السلام وألقى الحجة على أبنائه بأن لا يعبدوا من بعده إلّا الله وقد كانت تلك الشواهد بعدد نبي الله أيوب وأبنائه ومحفور عليها كتابات قديمة تناقل عبر الأجيال أنّها أسماء أبناء النبي يعقوب (ع) وقد شهد هذه الحادثة العديد من أهالي القرية ممن ما زال أبناؤهم على قيد الحياة. والحادثة الثانية هي حادثة الحفر والتنقيب عن الآثار التي شابها تكتم كبير وحراسة عسكرية مشدّدة إلى حين انتهاء العمل ونقل الآثار إلى داخل الكيان وهذه الحادثة حصلت بعد حادثة سلب آثار المدينة الفينيقة التي اكتشفت في بلدة يارون والتي تعود للحقبة الهللينية.

## المساحة والموقع
تبلغ مساحة حولا حوالي 16 كلم مربع وتبعد عن العاصمة بيروت 110 كلم وعن مركز القضاء مرجعيون 20 كلم، يحدها من جهة الشرق قرية هونين والأراضي الفلسطينية المحتلة ومن جهة الشمال قريتي مركبا وطلوسة ومن جهة الغرب قريتي مجدل سلم وشقراء أما من جهة الجنوب فتحدها قرية ميس الجبل.

## من علمائها
1. الشيخ محمد بن سليمان جواد بن الشيخ حسن آل سليمان: أديب وشاعر درس على السيد علي محمود الأمين في شقرا، ولم يتابع دراسته، توفي في شبابه واصل اجداده من الساحل وانتقلوا إلى قرية حولا في جبل هونين.[2]
2. السيد ابن نجم الدين الاطراوي العاملي (نسبة للاسم القديم للبلدة وهو اطرا أو إطراء) وهو من علماء القرن الثامن الهجري ومن تلامذة الشهيد الأول محمد بن جمال الدين مكي العاملي وللعلامة الاطراوي كتاب في الفقه يعرف بمسائل الاطراوي ويعرف أيضاً بمسائل ابن نجم الدين.[3]
3. الشيخ نجم الدين بن عبد الإمام بن الشيخ شمس الدين والشيخ نجم الدين هو أحد تلامذة الشهيد الثاني صاحب الروضة البهية وما زال أعقابه في البلدة حتى يومنا الحاضر ويعرفون بآل عبد الإمام يتفرعون إلى عدة عائلات منها مصطفى ويونس وأيوب...

## وصلات خارجية
- الموقع الرسمي للبلدة
- http://www.jerusalemites.org/crimes/massacres/11.htm
- موقع بلدة حولا الاخباري